# Рипенешть
Рипенешть, Рипенешті (рум. Râpănești) — село у повіті Вилча в Румунії. Входить до складу комуни Бунешть.
Село розташоване на відстані 165 км на північний захід від Бухареста, 12 км на захід від Римніку-Вилчі, 91 км на північ від Крайови, 125 км на південний захід від Брашова.

## Населення
За даними перепису населення 2002 року у селі проживали 355 осіб.
Національний склад населення села:
| Національність | Кількість осіб | Відсоток |
| -------------- | -------------- | -------- |
| румуни         | 300            | 84,5%    |
| цигани         | 55             | 15,5%    |

Рідною мовою назвали:
| Мова      | Кількість осіб | Відсоток |
| --------- | -------------- | -------- |
| румунська | 300            | 84,5%    |
| циганська | 55             | 15,5%    |